# Svatba královny Viktorie a prince Alberta
Svatba královny Viktorie Britské a prince Alberta Sasko-Kobursko-Gothajského (později prince manžela) se konala 10. února 1840 v Královské kapli v St James's Palace v Londýně.

## Hosté

### Rodina nevěsty
- Vévodkyně z Kentu a Strathearnu, matka nevěsty
- Královna Adelheid, sňatkem teta nevěsty z otcovy strany
- Princezna Augusta Žofie, teta nevěsty z otcovy strany
- Vévoda ze Sussexu, strýc nevěsty z otcovy strany
- Vévoda a vévodkyně z Cambridge, strýc a teta nevěsty z otcovy strany
  - Princ Jiří z Cambridge, bratranec nevěsty
  - Princezna Augusta z Cambridge, sestřenice nevěsty
  - Princezna Marie Adelaida z Cambridge, sestřenice nevěsty
- Princezna Sofie z Gloucesteru

### Rodina ženicha
- Vévoda sasko-kobursko-gothajský, otec ženicha
  - Dědičný princ sasko-kobursko-gothajský, bratr ženicha

### Družičky
- Lady Mary Howardová (1822–1897), vnučka vévody z Norfolku, později baronka Foleyová z Kidderminsteru
- Lady Caroline Gordonová-Lennoxová (1819–1890), dcera vévody z Richmondu a Lennoxu, později hraběnka z Bessborough
- Lady Adelaide Pagetová († 1890), dcera markýze z Anglesey, později lady Adelaide Cadoganová
- Ctihodná Eleanora Pagetová († 1848), vnučka 1. markýze z Anglesey, později lady Grahamová
- Lady Elizabeth Howardová († 1891), dcera hraběte z Carlisle, později lady Greyová
- Lady Wilhelmina Stanhopeová (1819–1901), dcera hraběte Stanhopea, později vévodkyně z Clevelandu
- Lady Sarah Villiersová (1822–1853), dcera hraběte z Jersey, později kněžna Esterhazyová
- Lady Elizabeth Sackvillová-Westová (1818–1897), dcera hraběte De La Warr, později vévodkyně z Bedfordu
- Lady Ida Hayová (1821–1867), dcera hraběte z Errollu, později hraběnka z Gainsborough
- Lady Frances Cowperová (1820–1880), dcera 5. hraběte Cowpera, později vikomtesa Jocelynová
- Lady Mary Grimstonová (1821–1879), dcera hraběte z Verulamu, později hraběnky z Radnoru
- Lady Jane Pleydellová-Bouveriová (1819–1903), dcera hraběte z Radnoru, později lady Jane Elliceová[1]